# 桑折高架橋
E13
桑折高架橋（こおり こうかきょう）は、福島県伊達郡桑折町にある道路橋である。

## 概要
- 全長：1,218.0m
  - 主径間：75.0m
- 幅員：12.0m
- 形式：19径間（3＋5＋4＋3＋4径間）鋼連続箱桁橋
- 施工：日立造船、IHIインフラシステム、宮地・MMＢ特定建設工事共同企業体、鉄建建設、宮地エンジニアリング
- 竣工：2019年[1]

桑折町字界から大字成田字半五郎に至り、東北中央自動車道（国道115号相馬福島道路）伊達桑折インターチェンジ～桑折ジャンクション間を通す。福島県道353号国見福島線、JR東北本線、東北新幹線や周囲の町道を渡り、起点部分は伊達桑折インターチェンジのランプ路の一部となっている。全長は1,218mであり、福島県内の道路橋梁の中で3番目に長く、県内の国土交通省管理の橋梁の中では最も長い。
A1橋台からP3橋脚までが界地区として日立造船が、P3橋脚からP8橋脚までが赤坂地区としてIHIインフラシステムが、P8橋脚からP12橋脚までが東向井田地区として宮地エンジニアリング、エム・エム ブリッジ共同企業体が、P15橋脚からA2橋台までが半五郎地区として宮地エンジニアリングが上部工工事をそれぞれ担当した。P12橋脚からP15橋脚までは鉄道跨線橋部を含み、JR東日本に工事が委託され、横河ブリッジが上部工を施工した。東北新幹線高架を跨ぐために橋脚の高さは最大で30mになる。主にトラッククレーンベント工法が採用されたが、鉄道跨線橋部のP13～P14橋脚間は送り出し架設工法が採用された。新幹線終電後の深夜も在来線は貨物列車の往来があり、1日当たりの作業時間は正味90分ほどのため、ダブルツインジャッキを用いて限られた時間を活用した。

## 周辺
- 曙ブレーキ福島製造
- 聖光学院高等学校 第二校舎